# Худоногова, Елена Юрьевна
Елена Юрьевна Худоногова  (род. 1949) — советский и российский искусствовед и педагог, кандидат искусствоведения, профессор. Член Союза художников СССР (с 1989 года). Почётный член РАХ  (2011). Заслуженный работник культуры Российской Федерации (2012).

## Биография
Родилась 5 июня 1949 года в Красноярске, дочь художника Ю. И. Худоногова.
С 1968 по 1973 год обучалась в Ленинградском институте живописи, скульптуры и архитектуры имени И. Е. Репина. С 1974 по 1984 год на педагогической работе в Красноярском политехническом институте в должности заведующая кафедрой рисунка, живописи и скульптуры. С 1984 года на педагогической работе в Красноярском государственном художественном институте в должностях заведующей кафедрой истории и теории искусства Красноярского государственного художественного института, с 1992 по 2013 год — заведующая кафедрой истории мировой культуры, одновременно с 1993 года — доцент, и с 1998 года — профессор. 
Основная научно-педагогическая деятельность Е. Ю. Худоноговой связана с вопросами в области искусства и культуры, о творчестве наиболее известных сибирских художниках, была постоянным участником научных семинаров и конференций в Томске, Иркутске, Кемерово, Новокузнецке, Красноярске, Ачинске, Варшаве (Варшавский университет). Е. Ю. Худоногова является автором многочисленных научных трудов, в том числе монографий «Образ и мировоззрение в русском искусстве. XIX века» (2004: ISBN 5-98248-009-6), «Свет в культурно-историческом контексте образов русской живописи XIX века» (М.: 2005), «Валерьян Сергин : живопись» (2007), а так же более сорока публикаций в известных художественных и искусствоведческих журналах. 
Член Союза художников РСФСР с 1973 года и Союза художников СССР с 1989 года. В 2000 году была избрана член-корреспондентом  Петровской академии наук и искусств. В 2007 году защитила диссертацию на соискание учёной степени  кандидат искусствоведения по своей монографии «Свет в культурно-историческом контексте образов русской живописи XIX века». В 2007 году была избрана — Почётным членом РАХ. 
3 апреля 2002 года Указом Президента России «За  заслуги  в  области  культуры  и  многолетнюю плодотворную работу» Е. Ю. Худоногова была удостоена почётного звания Заслуженный работник культуры Российской Федерации.

## Награды
- Заслуженный работник культуры Российской Федерации (2002 — «За заслуги в области искусства»)[5]
- Золотая медаль РАХ (2005)[2]